# Rectoria del Pi
La rectoria del Pi és un edifici situat al carrer del Cardenal Casañas, 16 de Barcelona, annex a la basílica de Santa Maria del Pi i catalogat com a bé cultural d'interès local.

## Història i descripció
Es tracta d'una construcció del segle xv, amb reformes del xvii i xviii. De planta baixa i dos pisos, presenta com a elements més
notables tres portals adovellats de mig punt de diferents mides, així com un seguit d'obertures al primer pis amb brancals i llindes de pedra motllurats. El segon pis correspon al que foren unes golfes sota el ràfec de la teulada. Els carreus forca irregulars unifiquen la composició de la facana.
La part posterior del solar és ocupada per un pati enjardinat, en un extrem del qual s'aixeca el campanar gòtic de l'església del Pi.

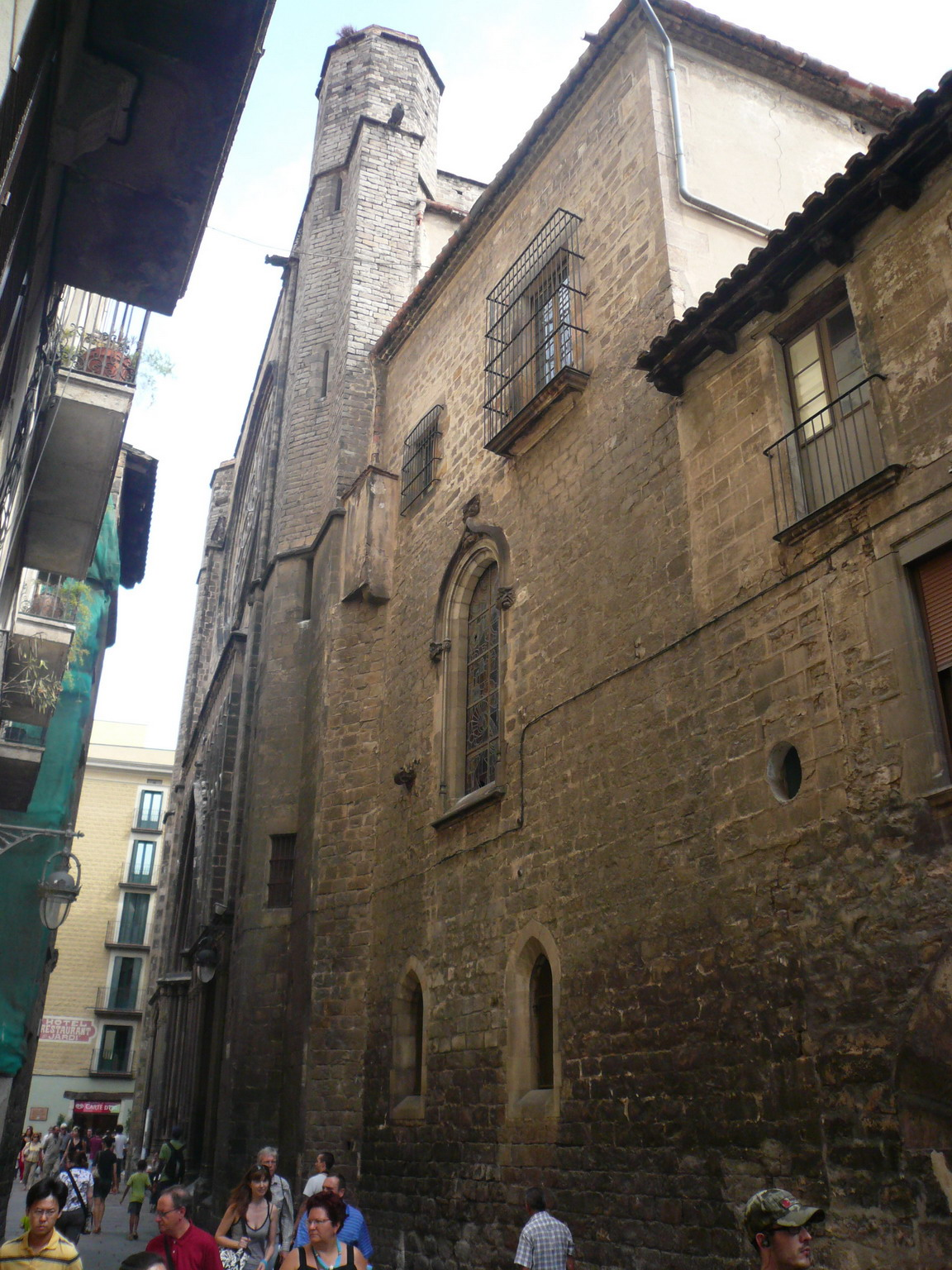
Façana de la Capella de la Puríssima Sang, amb la Rectoria a la dreta